# 大安乡 (衡阳县)
大安乡，是中华人民共和国湖南省衡陽市衡阳县下辖的一个乡镇级行政单位。

## 行政区划
大安乡下辖以下地区：
大安村、大河村、双坳村、大垅村、延寿村、德隆村、邹岗村、育塘村、龙口村、石云村、三成村、仁山庙村、曹山村、马源村、杏子村、大头村、渡头村、炭木岭村、渡滩村、下车村、芳园村、枫坪村、黄塘村、三阳村、青龙村、桥安村、贵华亭村、木山垅村、劳桥村、坪子村和水寺村。